# Gonomyia (Leiponeura) pilifera
Gonomyia (Leiponeura) pilifera is een tweevleugelige uit de familie steltmuggen (Limoniidae). De soort komt voor in het Oriëntaals gebied.